# Jennifer Gillom
Jennifer Gillom (* 13. Juni 1964 in Abbeville, Mississippi) ist eine ehemalige US-amerikanische Basketballspielerin, die von 1997 bis 2003 für die Phoenix Mercury und Los Angeles Sparks in der Women’s National Basketball Association (WNBA) auf der Position des Centers spielte. In ihrer sieben Spielzeiten dauernden WNBA-Karriere wurde sie als fairste Spielerin mit dem Kim Perrot Sportsmanship Award ausgezeichnet. Auf internationaler Ebene gewann sie mit der US-amerikanischen Nationalmannschaft bei den Olympischen Sommerspielen 1988 die Goldmedaille. Darüber hinaus wurde sie 2009 in die Women’s Basketball Hall of Fame aufgenommen.
Nach ihrer Spielerkarriere war sie von 2009 bis 2011 als Cheftrainerin der Minnesota Lynx und Los Angeles Sparks tätig. Seit Januar 2012 ist sie Assistenztrainerin der Washington Mystics in der WNBA.

## Spielerkarriere

### Profi-Basketball (1987 bis 2003)
Von 1987 bis 1991 spielte Gillom für Basket Femminile Milano. Danach wechselte sie zu Ancona Basket. Dort spielte sie von 1991 bis 1994. Gillom wurde in der Initial Player Allocation 1997 den Phoenix Mercury zugeteilt. Ihr erstes Spiel in der Women’s National Basketball Association bestritt sie am 22. Juni 1997 gegen die Charlotte Sting, in welchem sie auch ihre ersten Punkte erzielte. Die US-Amerikanerin absolvierte in der Saison 1997 28 Spiele – alle in der Startformation – für die Mercury, dabei erzielte sie durchschnittlich 15,7 Punkte und 5,4 Rebounds pro Spiel. Am Ende der Saison wurde sie aufgrund ihrer herausragenden Leistungen in das All-WNBA Second Team gewählt. Darüber hinaus qualifizierten sich die Mercury als beste Mannschaft der Western Conference für die Playoffs, wo sie trotz Heimvorteil in der ersten Runde an den New York Liberty scheiterten.
Ihre zweite Saison für die Mercury beendete sie mit einem Schnitt von 20,8 Punkten und 7,3 Rebounds pro Spiel, weshalb sie in das All-WNBA First Team gewählt wurde. Darüber hinaus schaffte sie mit den Mercury erstmals den Einzug in die WNBA-Finals, wo sie an den Houston Comets mit 1:2 in Spielen scheiterte. Gillom blieb bis zur Saison 2002 Teil des Kaders der Mercury mit denen sie in dieser Zeit nur in der Saison 2000 ein weiteres Mal die Playoffs erreichte. In ihrer letzten Saison für das Franchise aus Phoenix wurde Gillom, die keine Saison für die Mercury mit einem Punkteschnitt von unter 12 Punkten beendete, mit dem Kim Perrot Sportsmanship Award als fairste Spielerin der Liga ausgezeichnet.
Nach sechs Saisons in Phoenix beendete sie 2003 ihre Karriere als Spielerin bei den Los Angeles Sparks. Die Sparks erreichten in dieser Spielzeit zum dritten Mal in Folge die WNBA-Finals, wo sie an den Detroit Shock mit 1:2 in Spielen scheiterten.
Für einige Jahre war sie auch für Vereine in Europa aktiv. Beispielsweise für Libertas Termini, Pallacanestro Ribera und Polisportiva Cestistica Riunita Messina.

### Nationalmannschaft
1988 gewann Gillom mit der US-amerikanischen Nationalmannschaft die Goldmedaille bei den Olympischen Sommerspielen 1988 in Seoul. 1986 und 2002 wurde sie außerdem Weltmeisterin mit dem US-Team.

## Trainerkarriere

### WNBA (seit 2008)
Jennifer Gillom kehrte nach dem Ende ihrer Karriere als Spielerin nach Phoenix zurück, wo sie unter anderem die High-School-Basketballmannschaft der Xavier College Preparatory betreute. 2008 wurde sie Assistenztrainerin der Minnesota Lynx in der Women’s National Basketball Association. Als im Frühjahr 2009 mit Don Zierden der Cheftrainer der Lynx zurücktrat, übernahm Gillom interimistisch den Trainerposten bis Saisonende. Im Jahr darauf wurde sie zur Cheftrainerin der Los Angeles Sparks ernannt. In ihrer ersten Saison für die Sparks erreichte sie nach schwachem Start erstmals die Playoffs, wo die Sparks an den Seattle Storm scheiterten. Anfang Juli 2011 wurde Gillom von Joe Bryant als Cheftrainer der Sparks abgelöst. Seit Januar 2012 ist Gillom als Assistenztrainerin bei den Washington Mystics tätig.

### Nationalmannschaft (seit 2010)
Bei der Basketball-Weltmeisterschaft 2010 in Tschechien betreute sie als Assistenztrainerin die US-amerikanische Nationalmannschaft, mit der sie beim Turnier die Goldmedaille gewann. Anfang 2012 gab der US-amerikanische Basketballverband bekannt, dass Gillom die Nationalmannschaft auch bei den Olympischen Sommerspielen 2012 in London als Assistenztrainerin betreuen wird.

## Erfolge und Auszeichnungen
- 1988 Goldmedaille bei den Olympischen Sommerspielen
- 1997 All-WNBA Second Team
- 1998 All-WNBA First Team
- 1999 Teilnahme am WNBA All-Star Game
- 2002 Kim Perrot Sportsmanship Award
- 2009 Aufnahme in die Women’s Basketball Hall of Fame